# Gino Paoli
Gino Paoli (n. 23 septembrie 1934, Monfalcone, Friuli-Veneția Giulia, Italia) este un cantautor italian.